# Hiwwe wie Driwwe
Hiwwe wie Driwwe (deutsch „Hüben wie drüben“) ist die einzige komplett im pennsylvania-deutschen Dialekt verfasste Zeitung.

## Beschreibung
Redaktionelles Ziel der Zeitung ist einerseits, die unterschiedlichen sozioreligiösen Gruppen in Pennsylvania und anderen Staaten der USA und in Kanada miteinander zu vernetzen, und andererseits, die Nachfahren der pfälzischen Auswanderer des 18. Jahrhunderts in Nordamerika mit den Nachfahren der damals in der Pfalz und angrenzenden Regionen Verbliebenen zu verbinden. Grundlage hierfür ist die gemeinsame Sprache. Bei Gründung erfolgte eine enge Abstimmung mit dem Center for Pennsylvania German Studies (Millersville University of Pennsylvania) und dessen Direktor, Richard Beam (1925–2018). Publizistisches Vorbild war unter anderem der Pälzer Feierowend (1949–1967), eine Wochenendbeilage der Tageszeitung Die Rheinpfalz. Die Redakteure in Ludwigshafen pflegten seinerzeit enge Verbindungen zu Preston A. Barba, der in der Zeitung The Morning Call (Allentown, PA) die alle zwei Wochen erscheinende Wochenendbeilage S Pennsylfawnisch Deitsch Eck (1935–1969) betreute. In den Jahren zwischen 1949 und 1967 erschienen immer wieder pennsylvaniadeutsche Gedichte im „Feierowend“, pfälzische Texte im „Eck“. Den ersten erfolgreichen Ansatz eines publizistischen Austauschs zwischen der alten und der neuen Welt hatte es mit der Zeitung Der Pfälzer in Amerika (1884–1917) bereits Jahrzehnte zuvor gegeben. Hier wurden jedoch überwiegend pfälzische Lokalnachrichten für in den USA lebende Pfälzer und deren Nachfahren redaktionell zusammengestellt. Der Titel Hiwwe wie Driwwe zitiert in Teilen den Titel eines Theaterstücks, das in den 1980er und 1990er Jahren auf dem Spielplan eines kleinen Mundarttheaters in Ludwigshafen stand (Theater im Hemshof: Hiwwe wie Driwwe oder De doote Otto). Er passte gut zur Idee einer „transatlantischen Lokalzeitung“, die ab 1993 entstand. Hiwwe wie Driwwe wurde im Dezember 1996 in Ebertsheim (Rheinland-Pfalz) gegründet, erscheint in einer Auflage von 2.000 Exemplaren zweimal jährlich und wird in den USA, Kanada und Deutschland gelesen. Zwischen 1997 und 2012 wurde die Zeitung in Deutschland gedruckt. 90 % der Auflage wurden in die USA verschickt, 2 % nach Kanada. 8 % der Auflage blieben in Deutschland. Seit 2013 erfolgt der Druck in Pennsylvania im Rahmen einer auf Dauer angelegten Kooperation mit dem Pennsylvania German Cultural Heritage Center (Kutztown University of Pennsylvania). Die Verbreitungsstruktur hat sich damit nicht geändert. Hiwwe wie Driwwe ist derzeit das einzige deutschsprachige Periodikum in Pennsylvania. Insgesamt hat eine Ausgabe von der Zeitung bis zu 5.000 Leser.

## Redaktion

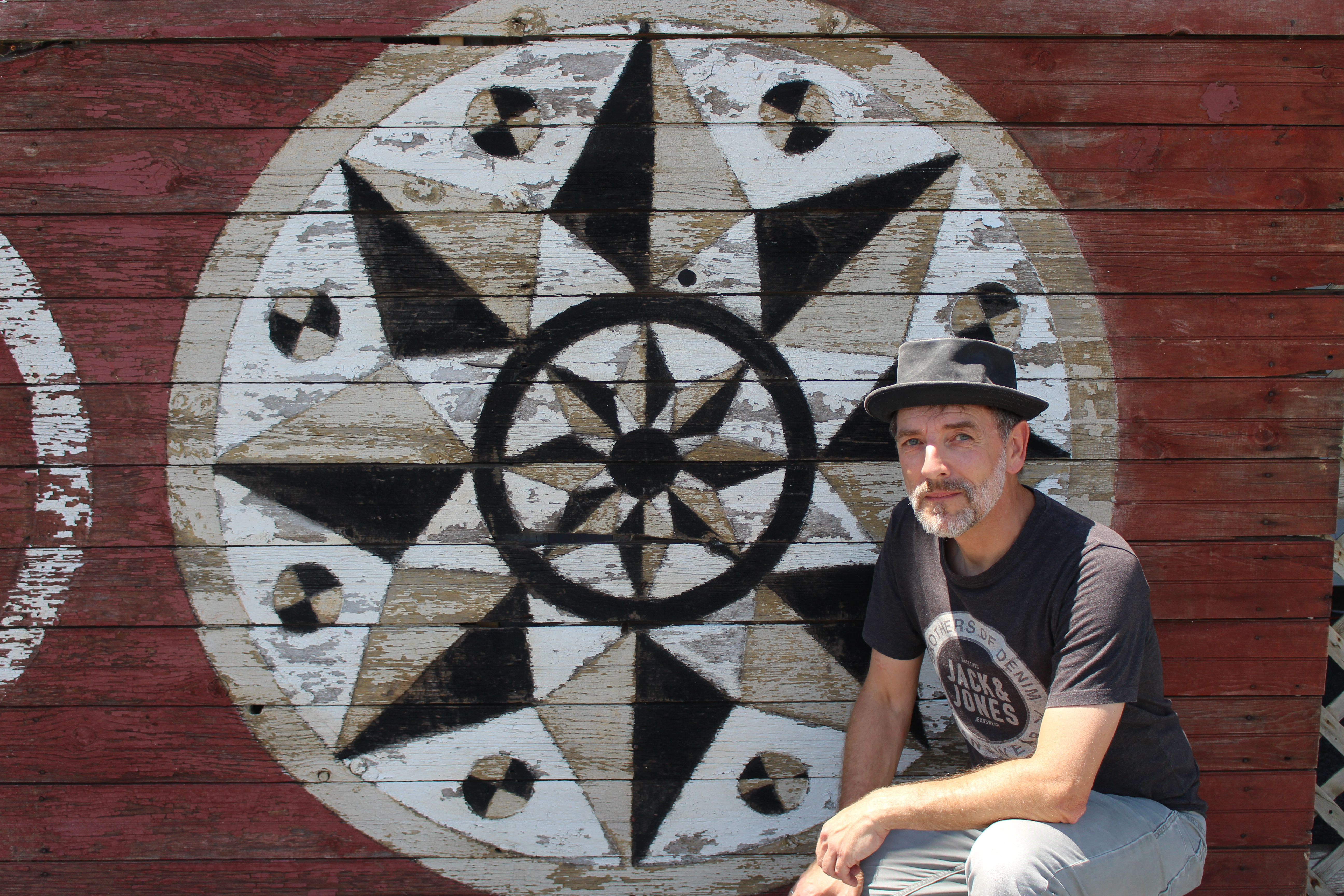
Michael Werner ist Gründer und Herausgeber der Zeitung „Hiwwe wie Driwwe“

Gründer und Herausgeber ist der pfälzische Publizist Michael Werner, der in der Nähe von Mainz lebt. Seit 2015 besteht das Redaktionsteam aus: Michael Werner (Editor Online), Patrick Donmoyer (Editor Print) und Douglas Madenford (Co-Editor). Patrick Donmoyer ist seit 2012 Site Manager des Pennsylvania German Cultural Heritage Center in Kutztown (PA) und Moderator der einzigen pennsylvaniadeutschen Fernsehsendung Die deitsch Schtunn auf BCTV (Berks County Television, Reading). Seit Januar 2021 ist er auch Mitherausgeber von Hiwwe wie Driwwe. Douglas Madenford arbeitet als Deutschlehrer in State College (PA) und ist ein pennsylvaniadeutscher Blogger, YouTuber und Musiker. Seit 1997 haben mehr als 100 zeitgenössische pennsylvaniadeutsche Autoren und auch zahlreiche pfälzische Mundartdichter in der Zeitung publiziert. Von Zeit zu Zeit erscheinen auch Texte, die in anderen rheinfränkischen Siedlungsmundarten verfasst sind, z. B. in Riograndenser Hunsrückisch (Brasilien) oder Russlanddeutsch.
| #  | Jahr         | Herausgeber                                                   |
| -- | ------------ | ------------------------------------------------------------- |
| 1. | 1997–2021    | Michael Werner (Ebertsheim / Ober-Olm)                        |
| 2. | 2021 – heute | Michael Werner (Ober-Olm) und Patrick Donmoyer (Kutztown, PA) |

## Internetangebot
Seit 2002 existiert ein zur Zeitung gehörendes Internetangebot. Es ist der derzeit umfassendste Internetauftritt zum Pennsylvaniadeutschen, der auch durchgängig im Dialekt geschrieben ist. Rund 60.000 Besucher jährlich (Stand: 2018) rufen die Inhalte ab, zu denen u. a. auch ein von Douglas Madenford entwickelter Online-Sprachkurs mit 41 Video-Lektionen gehört. 50 % der Besucher stammen aus den USA, 2 % aus Kanada. Aus dem deutschen Sprachraum stammen 40 % der Besucher, 36 % aus Deutschland und jeweils 2 % aus der Schweiz und Österreich. Seit Einrichtung des Angebots waren die folgenden Programme bzw. Kolumnen online verfügbar:
| #   | Jahr      | Autor                                                                   | Programm                                      |
| --- | --------- | ----------------------------------------------------------------------- | --------------------------------------------- |
| 1.  | 2002–     | Michael Werner: 'S Katz Deitsch Schtick                                 | Blog in Pennsylvanisch-Deitsch                |
| 2.  | 2002–2003 | Paul Bittner: Pennsylvania German Web Radio (WGPA Bethlehem)            | Audio Podcast                                 |
| 3.  | 2002–2006 | C. Richard Beam: 'S Pennsylvanisch Deitsch Eck (Shopping News, Ephrata) | Texts                                         |
| 4.  | 2007      | Alice Spayd: Pennsylvania German Web Class (Online Lessons)             | Audio Podcast                                 |
| 5.  | 2008–2023 | Michael Werner: Hiwwe wie Driwwe Web TV                                 | Videos                                        |
| 6.  | 2009–2021 | Douglas Madenford: Nau loss mich yuscht ebbes saage                     | Blog                                          |
| 7.  | 2011–2013 | Virgil Schrock: Interviews with Pennsylvania Germans                    | Videos                                        |
| 8.  | 2013–2014 | Douglas Madenford: Pennsylvania Dutch 101 (Online Lessons)              | Videos                                        |
| 9.  | 2014–2021 | Douglas Madenford & Chris LaRose: Ask a Pennsylvania Dutchman           | Videos                                        |
| 10. | 2015–2021 | Patrick Donmoyer: Die Pennsylvanisch-Deitsch Schtunn (BCTV Reading)     | Videos                                        |
| 11. | 2016–2021 | Douglas Madenford: Your PA Dutch Minute                                 | Videos                                        |
| 12. | 2017      | Peter Zacharias & Edwin Zacharias: Pennsylvania German Dictionary       | Online Dictionary                             |
| 13. | 2017–2021 | Luella Reed Sebo: Easy Deitsch (Online Lessons)                         | Videos                                        |
| 14. | 2018–2021 | Jeffrey Tapler: „Uncle Jeffrey“ (Community News)                        | Videos                                        |
| 15. | 2024-     | Michael Werner: Der Pälzylvanier                                        | Personalities Blog mit Fotogalerien (deutsch) |

Seit einigen Jahren ist Hiwwe wie Driwwe auch in den sozialen Netzwerken aktiv – Youtube (seit 2007), Facebook (seit 2008), Twitter (2011–2023) und Instagram (seit 2020).

## Archiv

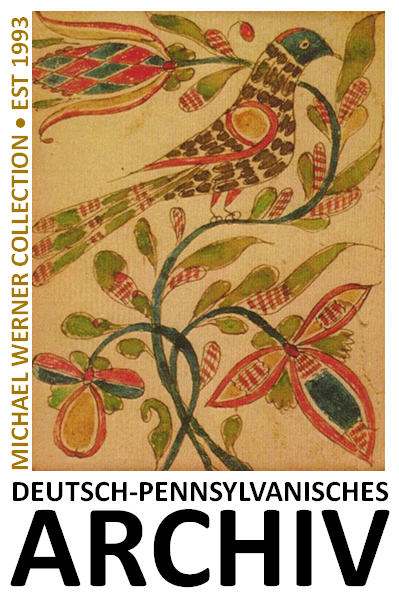
Deutsch-Pennsylvanisches Archiv

Ab 1993 ist durch die Beschäftigung mit dem Pennsylvaniadeutschen und der Arbeit an Hiwwe wie Driwwe in Zusammenarbeit mit dem Center for Pennsylvania German Studies in Millersville (PA) in Rheinland-Pfalz ein privates Archiv pennsylvaniadeutscher Literatur entstanden, das derzeit (2016) ca. 1.500 Bücher, Ton- und Videodokumente sowie einen Korpus von ca. 16.000 pennsylvaniadeutschen Schrifttexten (gedruckte Werke, unveröffentlichte Texte, Manuskripte, Briefe etc.) umfasst. Weitere Schwerpunkte liegen in den Bereichen pfälzische und pennsylvaniadeutsche Geschichte, Volkskunde und Sprache. Über die Jahre gab es immer wieder auch Schenkungen von Dritten, etwa C. Richard Beam (Millersville, PA), Werner Enninger (Universität Essen) und Heinz Helfrich (Universität Landau). So sind unter anderem Materialien des Essen Delaware Amish Project Team (EDAPT), eines auf mehrere Jahre angelegten soziolinguistischen Forschungsvorhabens der Universität Essen in den 1970er Jahren, heute Bestandteil des Archivs. Im Rahmen eines auf sechs Jahre angelegten Projektes wurde das Material zwischen 2016 und 2022 als Sonderbestand in die Bibliothek des Mennonitischen Forschungszentrums auf dem Weierhof (Pfalz) übertragen. Seit Anfang 2023 ist der Bestand bibliographisch erschlossen und wird interessierten Forschern unter der Bezeichnung Deutsch-Pennsylvanisches Archiv (Registratur DPA) zur Verfügung gestellt. [veraltet] Künftig betreut die Leiterin der Einrichtung, Astrid von Schlachta, das Archiv in alleiniger Verantwortung. Michael Werner steht nach 30-jähriger Aufbauarbeit Forschenden und Interessierten weiter auf Anfrage zur Verfügung. Die Artefakte des Archivs, zu denen auch Werke namhafter pennsylvanisch-deutscher Volkskünstler zählen, wurden im September 2023 in den Bestand des Auswanderermuseums Oberalben im Landkreis Kusel überführt.
| #  | Jahr      | Leiter des Deutsch-Pennsylvanischen Archivs                                    |
| -- | --------- | ------------------------------------------------------------------------------ |
| 1. | 1993–2016 | Dr. Michael Werner (Ebertsheim / Ober-Olm)                                     |
| 2. | 2016–2023 | Dr. Michael Werner (Ober-Olm) und Prof. Astrid von Schlachta (Weierhof, Pfalz) |
| 3. | seit 2023 | Prof. Astrid von Schlachta (Weierhof, Pfalz)                                   |

## Buchreihe
Bereits seit 2002 arbeitet Hiwwe wie Driwwe eng mit dem Verlag Edition Tintenfass von Walter Sauer (Neckarsteinach) zusammen. In dem Jahr erbaten Verlag und Zeitung von den Lesern eine pennsylvaniadeutsche Übersetzung des Kinderbuchs Der Struwwelpeter. Fünf Jahre später erreichte Hiwwe wie Driwwe eine Übertragung von Earl C. Haag aus Pennsylvania. Unterstützt vom Verein für deutsche Kulturbeziehungen im Ausland konnte das Buch 2010 veröffentlicht werden.
Seit dieser Zeit sind in enger Zusammenarbeit weitere pennsylvaniadeutsche Kinderbücher entstanden, die unter dem Namen Hiwwe wie Driwwe Series erschienen sind. Das Lektorat unterstützen seit den ersten Projekten Mark L. Louden, Direktor des Max-Kade-Instituts in Madison (WI), und Alice B. Spayd aus Fredericksburg (PA) als Muttersprachlerin.
Seit 2021 arbeitet Hiwwe wie Driwwe zusätzlich auch mit dem AGIRO Verlag in Neustadt an der Weinstraße zusammen.
| #   | Jahr | Buch | Hiwwe wie Driwwe Series |
| --- | ---- | --- | ----------------------- |
| 1.  | 2006 | Walter Sauer, Michael Werner et al. (Hrsg.): Mit Pennsylvaanisch-Deitsch darich’s Yaahr. A Pennsylvania German Reader for Grandparents and Grandchildren. Published by the German-Pennsylvanian Association. |                         |
| 2.  | 2010 | Earl C. Haag: Der Schtruwwelpitter (Original: Der Struwwelpeter, deutsch, 1845) |                         |
| 3.  | 2012 | Michael Werner: Es globbt beim Sammy in der Nacht (Original: Es klopft bei Wanja in der Nacht, deutsch, 1985)                                                                                                | HwD Series No. 1        |
| 4.  | 2013 | Walter Sauer: Es Haus, wu der Jack gebaut hot (Original: The House that Jack built, englisch, 1853) | HwD Series No. 2        |
| 5.  | 2014 | Earl C. Haag: Der Schtruwwelpitter. 2nd Edition (Original: Der Struwwelpeter, deutsch, 1845) | HwD Series No. 3        |
| 6.  | 2014 | Michael Werner: Kumm, mer gehne Baere yaage (Original: We’re going on a bear hunt, englisch, 1989) | HwD Series No. 4        |
| 7.  | 2016 | Rachel Yoder: Penny Olive | HwD Series No. 5        |
| 8.  | 2016 | Walter Sauer: Ebbes weeich die Watzelkinner | HwD Series No. 6        |
| 9.  | 2017 | Mark L. Louden: De glee Brins (Original: Le petit prince, französisch, 1943) | HwD Series No. 7        |
| 10. | 2018 | Mark L. Louden, Walter Sauer & Michael Werner: Die erschte dausend Wadde in Pennsilfaanisch Deitsch (Original: The First 1000 Words in English, englisch, 1979)                                              | HwD Series No. 8        |
| 11. | 2018 | Rachel Yoder & Douglas Madenford: Davey Applebutter | HwD Series No. 9        |
| 12. | 2019 | Michael Werner: En neier Sound im neie Land – 32 new songs in Pennsylvania Dutch | HwD Series No. 10       |
| 13. | 2019 | Walter Sauer: Die Schtori vum Peter Haas (Original: The Tale of Peter Rabbit, englisch, 1902) | HwD Series No. 11       |
| 14. | 2021 | Michael Werner: Hiwwe wie Driwwe – Der Pennsylvania ReiseVERführer. Mit einem Grußwort von Malu Dreyer. | HwD Series No. 12       |
| 15. | 2022 | Michael Werner & Patrick Donmoyer: 25 Yaahre Hiwwe wie Driwwe – Celebrating a Quarter Century of Transatlantic Friendship. Morgantown (PA).                                                                  |                         |
| 16. | 2024 | Walter Sauer, Mark L. Louden & Rose A. Fisher: Oh was iss es so schee in Panama (Original: Oh wie schön ist Panama, 1978). Neckarsteinach.                                                                   | HwD Series No. 13       |
| 17. | 2025 | Michael Werner: Elwedritsche – Dunkle Gefährten. Neustadt an der Weinstraße. | HwD Series No. 14       |

## Award for Pennsylvania German Literature
Seit 2011 verleiht die pennsylvaniadeutsche Zeitung in Kooperation mit der Kutztown University (Pennsylvania) und dem Förderkreis Mundart Bockenheim e.V. jährlich im Oktober den "Hiwwe wie Driwwe Award for Pennsylvania German Literature". Die Preisverleihung findet im Rahmen des Pfälzischen Mundartdichterwettstreits in Bockenheim an der Weinstraße statt. Ausgewählt wird von der Bockenheimer Jury der beste der pennsylvaniadeutschen Texte, die zuvor im Juli während des Kutztown Folk Festivals bei der Pennsylvania German Dialect Writers Presentation vorgestellt bzw. im Laufe der vorangegangenen zwölf Monate in der Zeitung publiziert wurden. Die Idee für einen solchen Literaturpreis war 2003 von Michael Werner, Gründer der Zeitschrift Hiwwe wie Driwwe und seit 1998 Mitglied dieser Jury, erstmals formuliert worden. Bill Donner, Professor an der Kutztown University, und Edward Quinter, seinerzeit Lehrbeauftragter für Pennsylvaniadeutsch, hatten Dialektpräsentationen beim Kutztown Folk Festival ab 2006 zunächst noch ohne Preisvergabe eingeführt.
Preisträger waren:
| #   | Jahr | Gewinner                                                                             |
| --- | ---- | ------------------------------------------------------------------------------------ |
| 1.  | 2011 | Richard Savidge (Hegins, PA): ’S iss Winder im Daal (Lyrik)                          |
| 2.  | 2012 | Kevin Sterner (Gilbertsville, PA): Middagesse in de Zwansicher (Prosa)               |
| 3.  | 2013 | Don Breininger (New Tripoli, PA): Chocolate Cookies (Prosa)                          |
| 4.  | 2014 | Glynn Custred (Walnut Creek, CA): En seltsame Schtori (Prosa)                        |
| 5.  | 2015 | Kevin Sterner (Gilbertsville, PA): De Yahreszeide ihre Dod (Prosa)                   |
| 6.  | 2016 | Edward Quinter (Allentown, PA): Mei Bax (Lyrik)                                      |
| 7.  | 2017 | Edward Quinter (Allentown, PA): Die Welle (Lyrik)                                    |
| 8.  | 2018 | Patrick Donmoyer (Harleysville, PA): Die Wandrer (Lyrik)                             |
| 9.  | 2019 | Patrick Donmoyer (Harleysville, PA): Gemahn Mich Wie (Lyrik)                         |
| 10. | 2020 | Douglas Madenford (Howard, PA) – En neie Zukunft?" (Prosa)                           |
| 11. | 2022 | Patrick Donmoyer (Harleysville, PA): Net zu hatt (Lyrik)                             |
| 12. | 2023 | Erich Mace (Berks County, derzeit Frankenthal/Pfalz): Wu bischt Du gebliwwe? (Lyrik) |
| 13. | 2024 | Edward Quinter (Allentown, PA): Em Iemker sei Winsch (Lyrik)                         |

## Featured Artist of the Year
2015 starb mit Peter V. Fritsch (1945–2015) einer der bekanntesten und einflussreichsten pennsylvaniadeutschen Künstler. Fritsch war Autor, Zeichner, Musiker – und ein langjähriger Förderer des Zeitungsprojekts Hiwwe wie Driwwe. Für das Jahr 2016 hat das Redaktionsteam von Hiwwe wie Driwwe – unter anderem aus diesem Grund – erstmals einen Vertreter bzw. Vertreterin der pennsylvanisch-deutschen Volkskunst als "Featured Artist" bestimmt, dessen bzw. deren Arbeit für zwölf Monate in den diversen Medien – Print, Online, Social Media und auch bei Events – immer wieder redaktionell thematisiert werden soll. Ziel ist, künftig nicht mehr allein einen Beitrag zum pennsylvanisch-deutschen Spracherhalt zu leisten, sondern darüber hinaus auch einen Beitrag zum Erhalt der pennsylvanisch-deutschen Kultur insgesamt. Die Wahl eines Künstlers, der aus diversen Sparten kommen kann, soll jährlich wiederholt werden.
| #  | Jahr | Gewinner |
| -- | ---- | --- |
| 1. | 2016 | Rachel Yoder (Boyertown, PA): Pennsylvania German Folk Art Paintings                                                     |
| 2. | 2017 | Benjamin Rader (Reeders, PA): Heemetkunscht (Paintings)                                                                  |
| 3. | 2018 | Eric Claypoole (Lenhartsville, PA): Pennsylvanisch-Deitsche Scheierschtanne (Barn Stars)                                 |
| 4. | 2019 | Mike & Linda Hertzog (Blandon, PA): Deitsche Neiyaahrswinsche & Dialect Music                                            |
| 5. | 2020 | Keith Brintzenhoff (Kutztown, PA): Pennsylvanisch-Deitsche Musik                                                         |
| 6. | 2021 | Ivan Hoyt (Wapwallopen, PA): Pennsylvanisch-Deitsche Volkskunscht                                                        |
| 7. | 2024 | Gerd Kornmann (Klingenmünster, Pfalz): Malerei und Grafik (u. a. „Hiwwe wie Driwwe Series 2023“ mit pfälzischen Motiven) |

## Hiwwe wie Driwwe Palatinate Tour
In Zusammenarbeit mit dem Auswanderermuseum Oberalben veranstaltete Hiwwe wie Driwwe seit 2008 jährlich im Oktober einen Vortrag, eine Lesung bzw. Konzert unter dem Titel Deutsch-Pennsylvanische Geschichte(n). Die bisherigen Gäste aus den USA und Deutschland waren:
| #   | Jahr | Redner/Musiker |
| --- | ---- | --- |
| 1.  | 2008 | Michael Werner (Ober-Olm)                                                                                               |
| 2.  | 2009 | Don Yoder (Devon, PA)                                                                                                   |
| 3.  | 2010 | John Schmid (Berlin, OH)                                                                                                |
| 4.  | 2011 | Don Breininger (New Tripoli, PA)                                                                                        |
| 5.  | 2012 | Keith Brintzenhoff (Kutztown, PA)                                                                                       |
| 6.  | 2013 | Richard Miller (Topton, PA)                                                                                             |
| 7.  | 2014 | Bill Meck (Alburtis, PA)                                                                                                |
| 8.  | 2015 | Roland Paul (Kaiserslautern), Walter Sauer (Neckarsteinach), Michael Geib (Ramstein-Miesenbach), Helmut Seebach (Mainz) |
| 9.  | 2015 | John Schmid (Berlin, OH), Mark Louden (Madison, WI)                                                                     |
| 10. | 2016 | Chris LaRose (Mount Etna, PA)                                                                                           |
| 11. | 2017 | Mike & Linda Hertzog (Blandon, PA)                                                                                      |
| 12. | 2018 | Patrick Donmoyer (Harleysville, PA)                                                                                     |
| 13. | 2019 | Benjamin Rader (Reeders, PA)                                                                                            |
| 14. | 2020 | John Schmid (Berlin, OH) – abgesagt wegen Corona-Pandemie                                                               |
| 15. | 2021 | Michael Werner (Ober-Olm)                                                                                               |
| 16. | 2022 | Erich Mace (Berks County, aktuell wohnhaft in Frankenthal)                                                              |
| 17. | 2022 | Douglas Madenford (Howard, PA)                                                                                          |
| 18. | 2023 | Keith Brintzenhoff (Kutztown, PA)                                                                                       |
| 19. | 2023 | John Schmid (Berlin, OH)                                                                                                |
| 20. | 2024 | Scott Reagan (Nazareth, PA)                                                                                             |
| 21. | 2025 | The Shooflies – Erika Gustavson, Brigitte Weinsteiger, Pete Gustavson (Pennsylvania)                                    |

Seit dem Jahr 2010 ist dieses Event eingebettet in eine kleine Veranstaltungsreihe, die den Gast aus Pennsylvania von Ober-Olm (Altes Rathaus) über das Auswanderermuseum Oberalben und den Pfälzischen Mundartdichterwettstreit (Bockenheim) zum – jährlich wechselnden – Austragungsort des Deutsch-Pennsylvanischen Tages (organisiert vom Verein Deutsch-Pennsylvanischer Arbeitskreis) führt. Seit diesem Jahr wird die Veranstaltungsreihe unter dem Titel „Hiwwe wie Driwwe Palatinate Tour“ geführt.

## Murmeltiertag

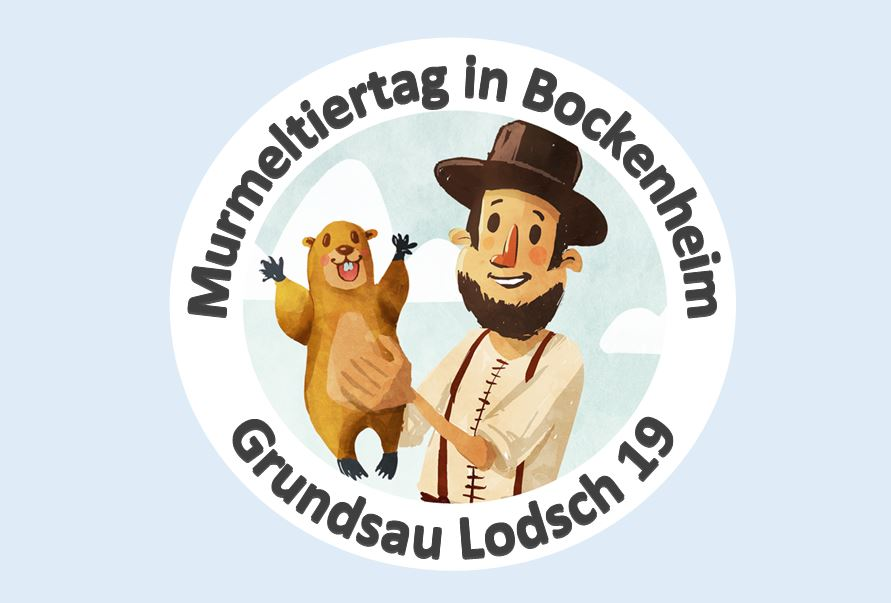
Grundsau Lodsch No. 19 (Logo)

Seit Februar 2020 gibt es auch in der Pfalz eine Veranstaltung zum Murmeltiertag („Groundhog Day“). Einer pfälzischen Bauernregel nach entscheidet sich am 2. Februar („Maria Lichtmess“) – exakt in der Mitte des Winters – das Wetter für die nachfolgenden sechs Wochen. Sieht der Fuchs bzw. der Dachs an diesem Tag seinen Schatten, bleibt es noch sechs Wochen Winter. Sieht er ihn nicht, kommt das Frühjahr eher. Die Bauernregel wanderte mit den Auswanderern nach Pennsylvania aus, wo das Murmeltier die Funktion des Wetterpropheten übernahm und der Tag nach Anfängen im 19. Jahrhundert seit 1934 förmlich von zwischenzeitlich 18 sogenannten „Groundhog Lodges“ mit einer Dialekt-Veranstaltung begangen wird. Im Jahr 2020 fand dieses Veranstaltungsformat – organisiert von Hiwwe wie Driwwe – mit Murmeltier „Bockrem Bert“ – erstmals in der Pfalz statt. Das jeweilige Veranstaltungskomitee firmiert als „Grundsau Lodsch No. 19 im alte Land“. Im Sommer 2023 weihten Mitglieder der Grundsau Lodsch Nr. 19 das neu eingerichtete Murmeltiergehege im Wild- und Wanderpark Silz im Landkreis Südliche Weinstraße offiziell ein. Dort leben die ersten pfälzischen Murmeltiere.
| #  | Jahr | Veranstaltungsort | Festredner („Schwetzer“)             | Moderator („Haabtmann“) | Musik                  | Wetterprognose         |
| -- | ---- | ----------------- | ------------------------------------ | ----------------------- | ---------------------- | ---------------------- |
| 1. | 2020 | Bockenheim        | Michael Werner                       | Herbert Tiefel          | New Paltz Band         | En friehes Friehyaahr  |
| 2. | 2021 | Bockenheim        | Wieland Benß, Uli Keidel u. a.       | Herbert Tiefel          | -                      | En friehes Friehyaahr  |
| 3. | 2022 | Bockenheim        | Gunther Bechtel u. a.                | Herbert Tiefel          | Michael Werner         | En friehes Friehyaahr  |
| 4. | 2023 | Bockenheim        | Burschenschaft 1813 Bockenheim u. a. | Herbert Tiefel          | New Paltz Band         | En friehes Friehyaahr  |
| 5. | 2024 | Bockenheim        | Michael Werner, Wieland Benß         | Herbert Tiefel          | Woifeschdkänich        | Sechs meh Woche Winder |
| 6. | 2025 | Bockenheim        | Uli Keidel, Wieland Benß             | Herbert Tiefel          | Hasslocher Mackebacher | Sechs meh Woche Winder |

Weitere Veranstaltungen der „Grundsau Lodsch No. 19“ fanden statt in: Silz (2024), Lampertheim (2024, 2025). Während bei Veranstaltungen in den USA zwischen 1934 und 2023 nur Männer im Publikum zugelassen waren, gibt es bei den Veranstaltungen in der Pfalz diese Einschränkung nicht. 2024 zog in Pennsylvania "Grundsow Lodsch No. Ains (No. 1)" nach und öffnete die "Versammlung" für beide Geschlechter. Auch einige weitere "Grundsau Lodges" denken über diesen Schritt nach.

## Hiwwe wie Driwwe Pennsylvania Tour
Seit dem Jahr 2019 gibt es zusätzlich eine „Pennsylvania Tour“, die Künstler aus Deutschland auf Konzert- bzw. Lesereise nach Pennsylvania – und zum Kutztown Folk Festival – führt. Die bisherigen Gäste:
| #  | Jahr | Redner/Musiker |
| -- | ---- | --- |
| 1. | 2019 | Michael Werner & The New Paltz Band (Frankenthal/Lambsheim/Ober-Olm): „Wunderbar Together: Pennsylvanisch-Deitsche Musik“ |
| 2. | 2019 | Christian Schega & Benjamin Wagener (Landau in der Pfalz): Hiwwe wie Driwwe – Pfälzisch in Amerika (Filmdoku)             |
| 3. | 2019 | Frank Kessler (Brüssel, Belgien): Lesereise mit pennsylvanisch-deutschen Kinderbüchern von Edition Tintenfaß              |
| 4. | 2020 | Oompah House Band (Kollweiler, Pfalz): Palatine Brass Music – abgesagt wegen Corona-Pandemie                              |
| 5. | 2022 | Michael Werner (Ober-Olm): "Hiwwe wie Driwwe" – En neier Sound im neie Land" (Musikprogramm)                              |
| 6. | 2023 | Herbert Tiefel & Karin Tiefel (Lampertheim): „Bilingual Signage Project“ des Deutsch-Pennsyvlanischen Arbeitskreises e.V. |
| 7. | 2025 | Pälzer Krischer (Altrip): Pfälzische und pennsylvanisch-deutsche Musik                                                    |

## Sprach- und Kulturpflege

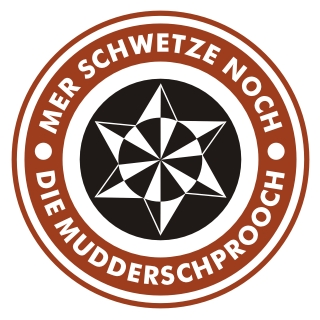
Pennsylvaniadeutscher Sticker: „Mer schwetze noch die Mudderschprooch“

Im Jahr 2008 entwickelte Hiwwe wie Driwwe den pennsylvaniadeutschen Sticker Mer schwetze noch die Mudderschprooch, der zum öffentlichen Gebrauch des Pennsylvaniadeutschen anregen soll. Das Logo wird zwischenzeitlich rege verwendet, vor allem vom Pennsylvania German Cultural Heritage Center in Kutztown, aber auch zahlreichen anderen Institutionen. Im gleichen Jahr veröffentlichte die pfälzische Musikgruppe Reinig, Braun und Böhm in Zusammenarbeit mit Hiwwe wie Driwwe das Konzeptalbum Hiwwe un Driwwe – Auf Spurensuche rund um die Pfalz bis nach Pennsylvania. Seit 2011 besteht mit New Paltz auch eine eigene Hiwwe wie Driwwe Folkband, die die Sprache und Kultur der Pennsylvaniadeutschen im Rahmen musikalischer Lesungen auf Bühnen in Rheinland-Pfalz, Hessen, Baden-Württemberg und dem Saarland präsentiert. Im Jahr 2016 unterstützte Hiwwe wie Driwwe den pennsylvaniadeutschen Sänger Chris LaRose (Mount Etna, PA) bei der Erstellung eines Bühnenprogramms mit Titel „Pennsylvania Dutch Songs Never Sung“, das erstmals Rock-, Blues- und Popmusikstücke im Dialekt präsentierte. Im Jahr 2019 initiierte die Zeitung erstmals die Auslobung eines „Pfälzer Gedicht des Jahres“. Gemeinsam mit den Lesern der in Freinsheim erscheinenden Zeitschrift „VielPfalz“ wählten die „Hiwwe wie Driwwe“-Leser aus den Siegertexten des Pfälzer Mundartdichter-Wettstreits in Bockenheim und des Mundartwettbewerbs „Dannstadter Höhe“ für 2020 einen Gesamtsieger. Gewählt wurde der Text Ääfach so von Lothar Sattel (Waldsee). Die Urkunde wurde im August 2020 in Dannstadt überreicht und gleichzeitig mitgeteilt, dass die Aktion jährlich wiederholt werden soll.
| #  | Jahr | Pfälzer Mundartgedicht des Jahres                                                                       |
| -- | ---- | --- |
| 1. | 2020 | Lothar Sattel (Waldsee, Rhein-Pfalz-Kreis): Ääfach so (Siegertext Bockenheim 2019)                      |
| 2. | 2021 | Norbert Schneider (Rehborn, Landkreis Bad Kreuznach): Recheliewunge (Siegertext Dannstadt 2020)         |
| 3. | 2022 | Maritta Reinhardt (Wonsheim, Landkreis Alzey-Worms): Die Schtiehl sinn leer (Siegertext Dannstadt 2021) |
| 4. | 2023 | Norbert Schneider (Rehborn, Landkreis Bad Kreuznach): molkaschdeinvendur (Siegertext Bockenheim 2022)   |
| 5. | 2024 | Maritta Reinhardt (Wonsheim, Landkreis Alzey-Worms): Iwwerfall vum Läwe (Siegertext Dannstadt 2023)     |
| 6. | 2025 | Matthias Zech (Speyer): des derf mer doch net (Siegertext Bockenheim 2024)                              |

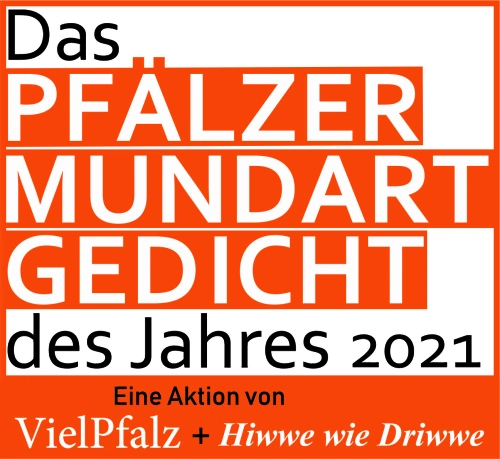
„Pfälzer Mundartgedicht des Jahres“ – eine Aktion von „VielPfalz“ und Hiwwe wie Driwwe

2021 erhielt die Redaktion von Hiwwe wie Driwwe die Anfrage der „Arbeitsgemeinschaft Internationale Medienhilfe“ (Berlin) nach einer geeigneten Kandidatin aus Pennsylvania für die Wahl der „Auslandsdeutschen des Jahres 2021“. Der Vorschlag, mit Ashley Snyder eine Pennsylvaniadeutsche zu nominieren, die sich intensiv für den Erhalt von Sprache und Kultur der Deutschstämmigen in Pennsylvania einsetzt und als Deutschlehrerin an der Conrad Weiser High School (Robesonia, PA) arbeitet, wurde angenommen. Zur Wahl standen neben ihr unter anderem auch Kandidatinnen aus Namibia, Rumänien, Brasilien und Chile. Am Ende gewann mit Sybille Moldzio eine 37-Jährige Radiomacherin aus Namibia.
Seit 2006 veranstaltet der Deutsch-Pennsylanische Arbeitskreis e.V. jährlich an wechselnden Orten den "Deutsch-Pennsylanischen Tag". Der 18. Deutsch-Pennsylvanische Tag im Jahr 2024 in Altrip trug erstmals den Titel "Es Hiwwe wie Driwwe Fescht" und wurde sowohl von der Atlantischen Akademie Rheinland-Pfalz als auch vom Auswärtigen Amt in Berlin unterstützt. 2025 gründete "Hiwwe wie Driwwe"-Herausgeber Michael Werner gemeinsam mit der pfälzischen Mundartautorin Ute Zimmermann die "Pfälzische Mundart-Stiftung", die künftig Mundartprojekte finanziell unterstützen wird.

## Mitgliedschaften

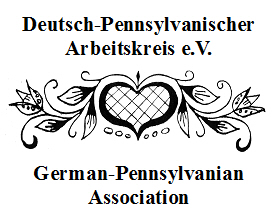
Hiwwe wie Driwwe war 2003 Mitbegründer des DPAK

Hiwwe wie Driwwe ist Mitglied im Deutsch-Pennsylvanischen Arbeitskreis e.V. und der Pennsylvania German Society in Pennsylvania.

## Förderung
Die Zeitung wurde in der Vergangenheit phasenweise vom Land Rheinland-Pfalz, dem Bezirksverband Pfalz (Institut für pfälzische Geschichte und Volkskunde), dem Center for Pennsylvania German Studies (Millersville, PA) und dem Pennsylvania German Cultural Heritage Center (Kutztown, PA) unterstützt. Crowdfunding ermöglichte den Beginn der Dreharbeiten für die Dokumentation Hiwwe wie Driwwe – Pfälzisch in Amerika. Zusätzlich wurde das Filmprojekt finanziell gefördert, unter anderem durch die Kulturstiftung Rheinland-Pfalz (Teil 1) sowie die Medienförderung RLP (Teil 2).

## Auszeichnungen
Aus Anlass des 10. Geburtstags der Zeitung im Jahre 2006 schrieb der damalige rheinland-pfälzische Ministerpräsident Kurt Beck ein Grußwort an die Leser beiderseits des Atlantiks. Im Jahr 2007 zeichnete das Franklin & Marshall College (Lancaster, PA) den Herausgeber Michael Werner mit der Wahl zum 10th Annual Professor J. William Frey Memorial Pennsylvania German Lecturer aus. Die Zeitung wurde 2012 vom Bezirksverband Pfalz für den „Medienpreis Pfalz“ nominiert. Im Jahr 2015 erhielt Michael Werner gemeinsam mit anderen Vorstandsmitgliedern des Deutsch-Pennsylvanischen Arbeitskreises für die transatlantische Arbeit des Vereins den Emichsburgpreis der Gemeinde Bockenheim an der Weinstraẞe. Die Deutsche Welle zählte in einer anlässlich des „Tages der Muttersprache 2016“ (21. Februar 2016) für ihre Webseite erstellten Liste mit Auslandsmedien die Zeitung Hiwwe wie Driwwe zu den „fünf interessantesten Entdeckungen“. NEW PALTZ, die „Hiwwe wie Driwwe Folkband“, trat im Rahmen der Aktion „Wunderbar together – Deutschlandjahr USA 2018/19“ im Sommer 2019 beim „Kutztown Folk Festival“ auf und warb für den Ausbau der deutsch-amerikanischen Beziehungen. Das Projekt war eine gemeinsame Initiative des Auswärtigen Amtes in Berlin, des Goethe-Instituts USA und des Bundes deutscher Ingenieure (BDI). Im März 2020 verlieh die Stadt Freinsheim Hiwwe wie Driwwe-Herausgeber Michael Werner die Hermann-Sinsheimer-Plakette für Verdienste um die pfälzische und pennsylvanischdeutsche Literatur. Mitherausgeber Patrick Donmoyer erhielt im Jahr 2021 den „Archie Green Award“ der renommierten American Folklore Society für seine Leistungen als „cultural leader“ und Direktor des Pennsylvania German Cultural Heritage Centers in Kutztown (PA). 2022 wurde er – nach 2015 und 2018 – bereits zum dritten Mal zu den „Reutlinger Mundartwochen“ der „Mundartgesellschaft Württemberg e.V.“ eingeladen. Im selben Jahr erhielt Co-Editor Douglas Madenford als erster Nicht-Deutscher überhaupt den „Emichsburgpreis“, der jährlich gemeinsam vom „Förderkreis Mundart Bockenheim e.V.“ und der Gemeinde Bockenheim an der Weinstraße vergeben wird.

## Hiwwe wie Driwwe in den Medien
Hiwwe wie Driwwe und das Thema „Pennsylvanien-Auswanderung der Pfälzer im 18. Jahrhundert“ war ab 1998 immer wieder Thema in diversen Fernsehsendungen des SWR, diversen Radiostationen und Zeitungen sowohl in Deutschland als auch in Pennsylvania – und im Jahr 2011 auch beim Fernsehsender n-tv. und im Handelsblatt. Im Jahr 2015 erschien auf YouTube. die 30-minütige Videodokumentation Pennsylvanisch-Deitsch im Yahr 2015 – A Documentary, die den Status der pennsylvaniadeutschen Sprache in verschiedenen sozioreligiösen Gruppen (Lutheraner, Reformierte, Old Order Amish, Old Order Mennonites) im Rahmen einer Reihe von Interviews mit Dialektsprechern beschreibt. Von 2016 bis 2018 arbeiteten die südpfälzischen Filmemacher Christian Schega und Benjamin Wagener in Zusammenarbeit mit dem Redaktionsteam an einer 90-minütigen Kinoproduktion mit dem Titel Hiwwe wie Driwwe – Pfälzisch in Amerika. Douglas Madenford, Co-Editor der Zeitung „Hiwwe wie Driwwe“, ist Hauptdarsteller in dieser Dokumentation. Der Film hatte im August 2018 auf Einladung des Landtagspräsidenten Hendrik Hering Vorpremiere im Landtag Rheinland-Pfalz. Im Januar 2018 wurde Hiwwe wie Driwwe in einem Online-Artikel der Zeitschrift GEO erwähnt. Im September 2018 begab sich die „Rezeptsucherin“ des SWR Rheinland-Pfalz, Susanne Nett, auf Spurensuche nach Pennsylvania. Mit Hiwwe-wie-Driwwe-Redaktionsmitglied Edward Quinter bereitete sie einen pennsylvaniadeutschen Saumagen zu.
Ins reguläre Kinoprogramm kam die Dokumentation Hiwwe wie Driwwe – Pfälzisch in Amerika im April 2019. Obwohl der Film zunächst nur in 12 regionalen Lichtspielhäusern zu sehen war, verdrängte er aufgrund des großen Zuspruchs auch amerikanische Blockbuster aus den Programmen und stieg schon in der Premierenwoche direkt auf Rang 37 der deutschen Kinocharts ein. Entsprechend positiv titelte die regionale Presse: Furore in der Pfalz – Ein Film begeistert das Publikum (Stadtanzeiger Neustadt). Im September 2020 präsentierte Michael Werner aus Anlass des anstehenden 25. Geburtstages von Hiwwe wie Driwwe das Projekt beim „Heemet Fescht“ des Pennsylvania German Cultural Heritage Centers. Im Frühjahr 2021 gab Filmemacher Benjamin Wagener bekannt, mit Hiwwe wie Driwwe 2 eine Fortsetzung der erfolgreichen Kino-Dokumentation drehen zu wollen. Mit dem Protagonisten Monji El Beji aus Fußgönheim – Sänger der Bands Fine R.I.P. und Woifeschdkänich – sollte sich dieses Mal ein Pfälzer auf Spurensuche nach Pennsylvania begeben. Die Dreharbeiten fanden zwischen September 2021 und Dezember 2023 in der Pfalz, Pennsylvania und Ohio statt. 2024 lief der Film mit großem Erfolg in den Kinos der Pfalz.

## Trivia
Die US-amerikanische Autorin Ruth Hartzler erwähnt 2015 die Zeitung Hiwwe wie Driwwe in ihrem Roman Off the Grid: Amish Romance Suspense. Hier heißt es: „Kate lit the small kerosene lamp that rested on the homemade nightstand next to her bed, and reached for a newspaper. Sadly, the newspaper, entitled 'Hiwwe wie Driwwe', appeared to be in Pennsylvania Dutch or German. Kate had no way of telling the difference, but one thing was for sure, it wasn't English and that meant she couldn't read it.“ Im Jahr 2017 erwähnt der deutsche Autor Horst Bosetzky (1938–2018) die Zeitung in seinem Buch "Teufelssee" – einem Kriminalroman, der unter anderem in Ohio spielt. 2018 werden im Rahmen der Werbekampagne des Mannheimer Comedians Chako Habekost für die Odenwald-Quelle („Des is moi Wasser“) Motive mit der Ergänzung „hiwwe wie driwwe“ aufgehängt. Habekost ist bei der Kinodokumentation Hiwwe wie Driwwe – Pfälzisch in Amerika einer der Gesprächspartner. 2019 startete das Wochenblatt der Wormser Zeitung in der Premierenwoche der Kinodokumentation einen eigenen Podcast mit dem Titel Hiwwe wie Driwwe. Inspiriert durch Hiwwe wie Driwwe – Zeitung wie Film – initiierte der Heimat- und Geschichtsverein Altrip in der Pfalz im Jahr 2020 einen Kontakt mit Kutztown (PA) – der Stadt, in der die Zeitung Hiwwe wie Driwwe seit 2015 redaktionell erstellt wird. 2021 wurde die Städtepartnerschaft zwischen beiden Gemeinden offiziell besiegelt. Im Jahr 2021 beriet Herausgeber Michael Werner die Constantin Film AG (München) bei der Gestaltung des Drehbuchs für die Netflix-Produktion Rumspringa und unterrichtete Hauptdarsteller Jonas Holdenrieder (Fack ju, Göhte, Ballon) in Pennsylvania Dutch. Rumspringa ist eine Culture-Clash-Komödie um einen jungen Amish-Mann, der mitten im Hipster-Berlin landet. Im Jahr 2022 wurde im saarländischen Saarpfalz-Kreis der Internationale Tag der Muttersprache der UNESCO unter dem Motto Muddaschprooch hiwwe wie driwwe gefeiert. Im Frühjahr 2024 unterzeichneten die Mitglieder der Redaktion von Hiwwe wie Driwwe – Patrick Donmoyer, Douglas Madenford und Michael Werner – das "Bockenheimer Manifest für Vielfalt und Toleranz", das sich für den Erhalt einer offenen Gesellschaft in Deutschland ausspricht.

## Rezeption und Einordnung
Das Reise- und Heimatmagazin für den Rhein-Neckar-Raum „wo sonst“ attestiert dem von Michael Werner begründeten Projekt „Hiwwe wie Driwwe“, einen wesentlichen Beitrag zur „transatlantischen Pfälzerverständigung“ geleistet zu haben. Der „Wochenblatt Reporter“ (Neustadt an der Weinstraße) spricht davon, „Hiwwe wie Driwwe“ sei inzwischen „eine Marke mit vielen Facetten“. Die Aktivitäten des Austauschs haben längst den engeren publizistischen Kontext von Zeitung, Website und Büchern verlassen und umfassen auch Filmprojekte, die Durchführung internationaler Veranstaltungen mit Literaten und Musikern, die Vergabe eines Literaturpreises, Gruppenreisen und vieles mehr. Der Begriff „Hiwwe wie Driwwe“ ist inzwischen untrennbar mit dem Thema „Pfalz / Pennsylvania“ verbunden und steht für die Pflege der deutsch-amerikanischen Freundschaft auf pfälzisch-pennsylvanischer Ebene. Durch den Ansatz, die Menschen in der Pfalz mit ihren entfernten Verwandten in Pennsylvania zusammenzuführen, leistet das Projekt auch einen Beitrag zur Weiterentwicklung der kulturellen Identität in der Pfalz und angrenzenden Regionen. Letztlich konnte durch linguistische und volkskundliche Forschungen in Pennsylvania auch abschließend geklärt werden, was hinter den pfälzischen Elwedritsche kulturhistorisch wirklich steckt.